# Shunsuke Tsutsumi
Shunsuke Tsutsumi (堤 俊輔 Tsutsumi Shunsuke?), född 8 juni 1987 i Saitama prefektur, är en japansk fotbollsspelare.
Tsutsumi började sin karriär 2006 i Urawa Reds. Efter Urawa Reds spelade han för Roasso Kumamoto, Tochigi SC, Avispa Fukuoka och Kagoshima United FC.